# Vangidae
Vangidae é uma família de aves da ordem Passeriformes restrita a Madagascar e Comoros.

## Gêneros
- Calicalicus Bonaparte, 1854
- Schetba Lesson, 1831
- Vanga Vieillot, 1816
- Xenopirostris Bonaparte, 1850
- Falculea I. Geoffroy Saint-Hilaire, 1836
- Artamella W. L. Sclater, 1924
- Leptopterus Bonaparte, 1854
- Cyanolanius Bonaparte, 1854
- Oriolia I. Geoffroy Saint-Hilaire, 1838
- Euryceros Lesson, 1831
- Tylas Hartlaub, 1862
- Hypositta A. Newton, 1881
- Newtonia Schlegel, 1867
- Mystacornis Sharpe, 1870
- Pseudobias Sharpe, 1870